# حمام آسیابک
حمام آسیابک مربوط به دوره قاجار است و در شهرستان زرندیه، بخش مرکزی، شهر مامونیه، محله آسیابک واقع شده و این اثر در تاریخ ۷ خرداد ۱۳۸۷ با شمارهٔ ثبت ۲۳۰۰۱ به‌عنوان یکی از آثار ملی ایران به ثبت رسیده است.